# Anthicus siccensis
Anthicus siccensis es una especie de coleóptero de la familia Anthicidae.

## Distribución geográfica
Habita en Túnez.